# Ahmed Maharzi
Ahmed Maharzi (Uzès, 8 marzo 1970) è un allenatore di calcio ed ex calciatore francese, di origini algerine, di ruolo attaccante.
Non ha giocato per alcuna società tra il 2000 e il 2002.